# Apalonia semiopaca
Apalonia semiopaca (лат.) — вид жуков-стафилинид рода Apalonia из подсемейства Aleocharinae. Мирмекофилы.  Французская Гвиана (Coralie).

## Описание
Мелкие коротконадкрылые жуки. Длина тела 3 мм. Тело блестящее, кроме головы и переднеспинки. Тело чёрно-коричневое, с красновато-коричневым пигидием, красноватыми усиками и ногами. Глаза сверху длиннее постокулярной области. Второй антенномер короче первого, третий длиннее второго, от четвертого до десятого поперечные. Пунктировка головы и переднеспинки не видна, но заметна пунктировка надкрылий. Зернистость брюшка видна только по заднему краю тергитов. Мирмекофильный вид.  Формула лапок 4-5-5. Голова с отчетливой шеей. Максиллярные щупики состоят из 4 члеников, а лабиальные щупики из 3 сегментов.
Вид был впервые описан в 2015 году итальянским энтомологом Роберто Пейсом (Roberto Pace; 1935—2017) по материалам из Южной Америки (Французская Гвиана).